# Carl-Eric Hedin
Carl-Eric Hedin, född 31 juli 1919 i Bergshammar, död 29 maj 1986 i Bergshammar, var en svensk lantbrukare och riksdagspolitiker (m).
Hedin var riksdagsledamot i andra kammaren 1957-1970 för Södermanlands läns valkrets. Han var också ledamot i den nya enkammarriksdagen från 1971. Han var även landstingsledamot samt kommunalfullmäktigeledamot.